# Schotse kerk (Rotterdam)

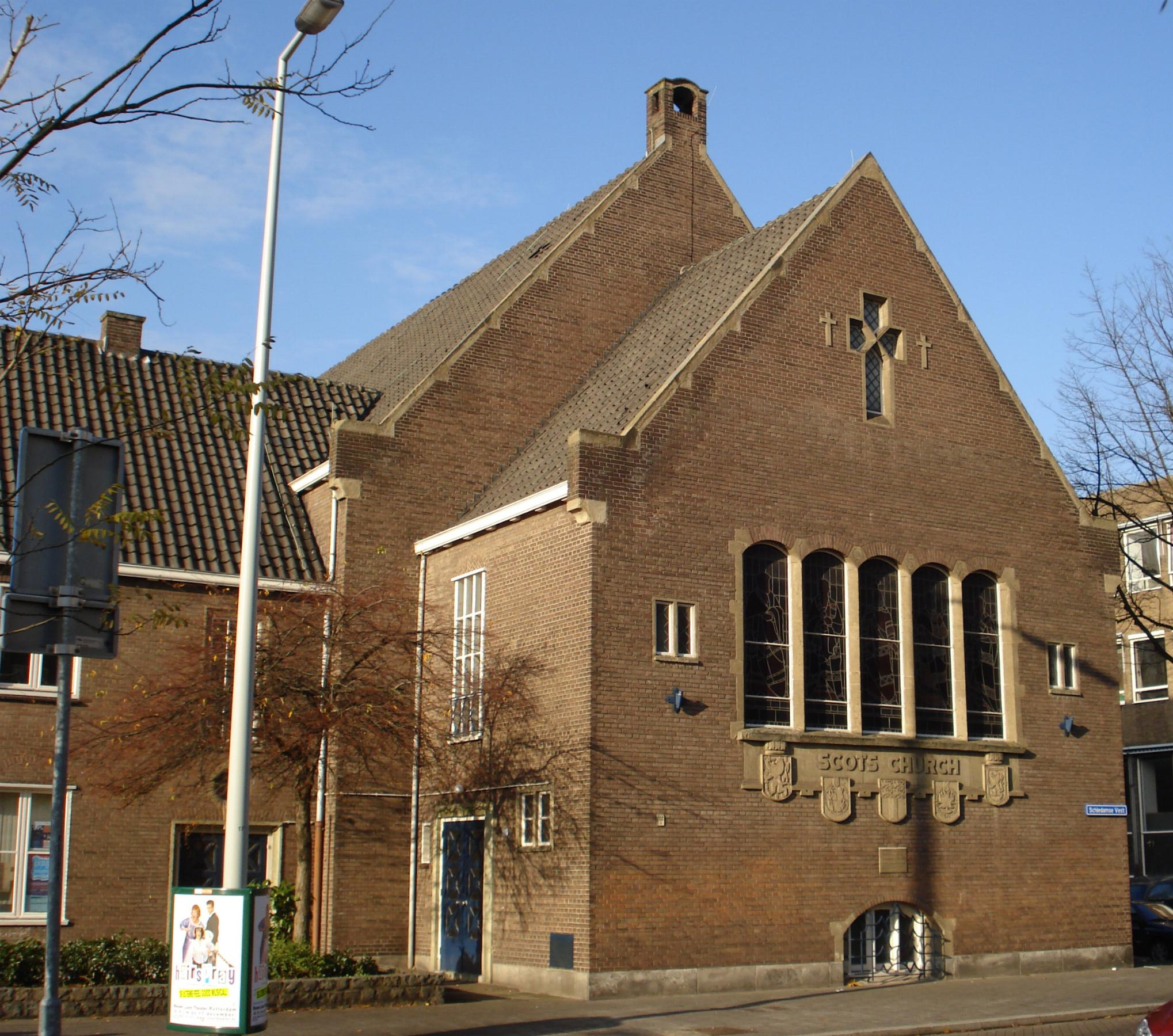
Schotse kerk aan de Schiedamsevest

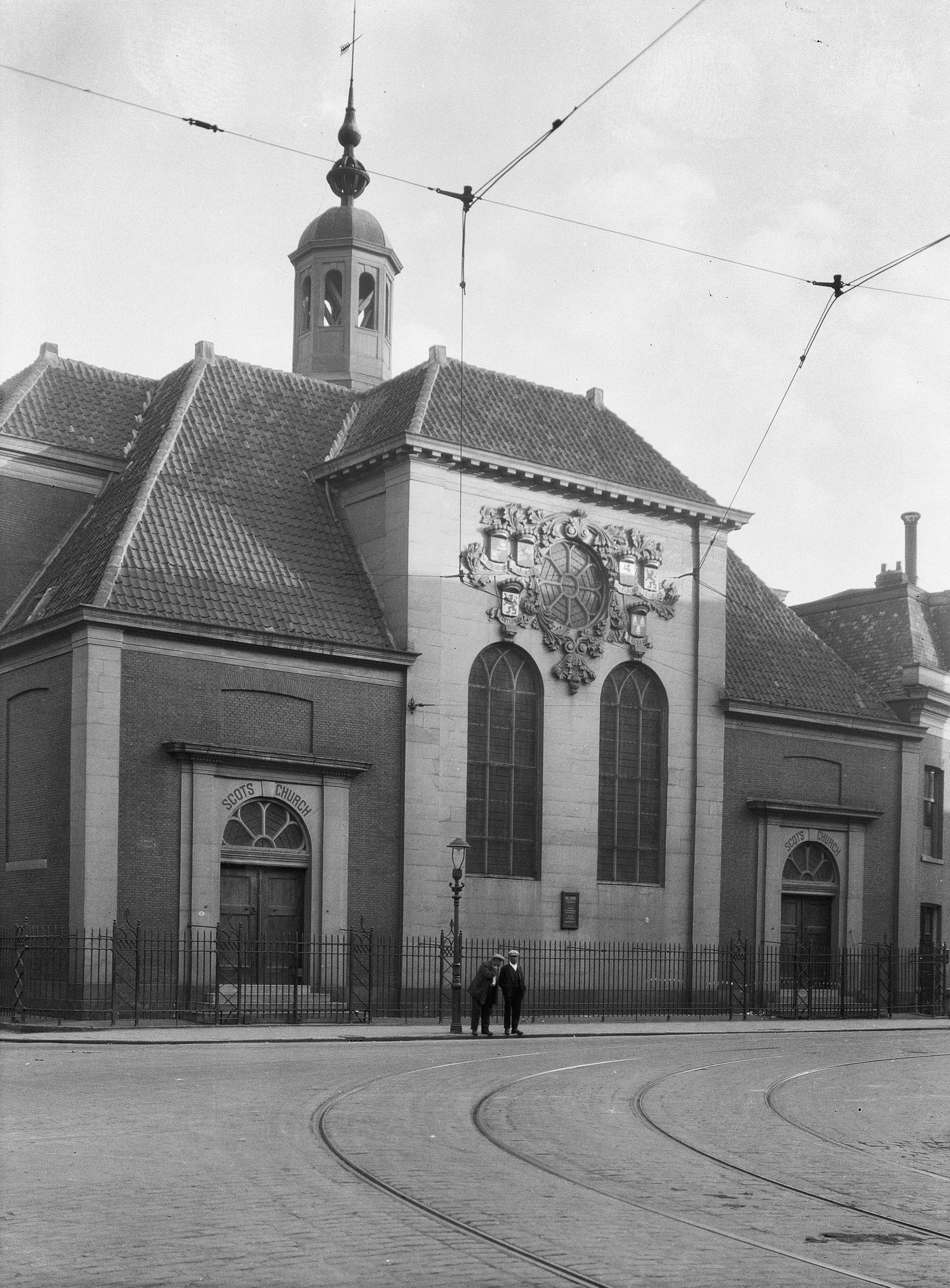
Kerk die tot 1940 aan het Vasteland stond

De Schotse kerk te Rotterdam, ook wel de Schotse Zeemanskerk, officieel de Scots International Church genaamd, is een Engelstalige protestantse kerkgemeenschap in de presbyteriaanse traditie die deel uitmaakt van de Church of Scotland. 

## Geschiedenis
Schotse kerkdiensten werden vanaf 1643 gehouden in de Maasstad, aanvankelijk in de voormalige Sint Sebastiaanskapel op de hoek van de Lombardstraat en de Meent. De kapel was ten behoeve van de vele Schotse kooplieden, zeelieden en soldaten die in Rotterdam leefden beschikbaar gesteld door de stad. De eerste Schotse dominee die vanuit Perth in Schotland naar Rotterdam afreisde was Alexander Petrie. In 1697 kwam een nieuw gebouwd godshuis gereed aan het Vasteland, op de hoek met de Herderstraat. Uitbreiding van het kerkgebouw met een armenhuis voor weduwen en wezen van gesneuvelde Schotse soldaten volgde in 1722.
Deze kerk ging bij het bombardement op Rotterdam op 14 mei 1940 verloren. Het huidige gebouw aan de Schiedamsevest dateert van 1952 en werd ontworpen door M.C.A. Meischke.